# Папанаши
Папана́ши (рум. papanași) — традиционный румынский и молдавский десерт, представляющий собой сладкие двойные пончики из творога с вареньем и сметаной.
Румыния открыла для себя пончики благодаря римлянам, когда эта страна стала частью Римской империи. Первый рецепт пончика, l’aliter dulcia, дан Марком Апицием в работе De re coquinaria.
Слово papanași может происходить от латинского слова papa или pappa, которое в переводе с латинского означает «детская еда». От латинского слова pappa произошёл итальянский глагол pappare, означающий «пожирать».
В традиционном рецепте папанаши формируют из двух частей: нижний большой шарик с углублением или отверстием в центре, как основание, и маленький пончик сверху. При подаче нижний пончик заливают вареньем, а верхний — сметаной. Папанаши жарят или варят в течение нескольких минут в кипящей воде.